# Sinaida Iwanowna Jussupowa

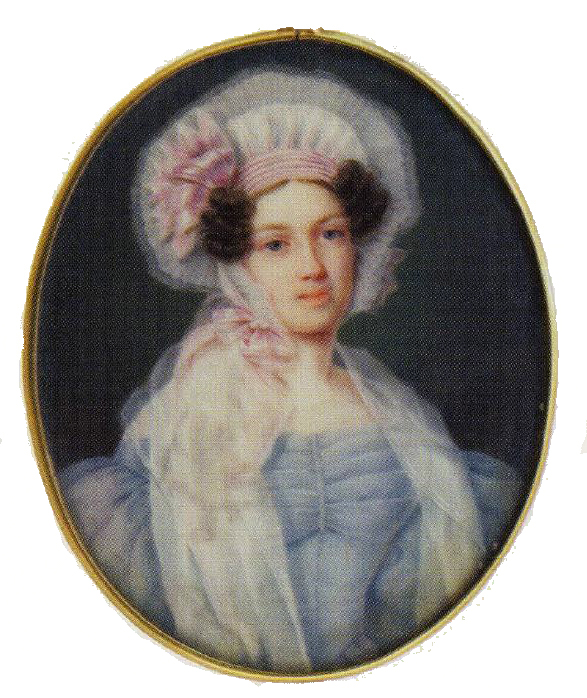
Pierre Edmond Martin in den 1830er Jahren: Sinaida Jussupowa

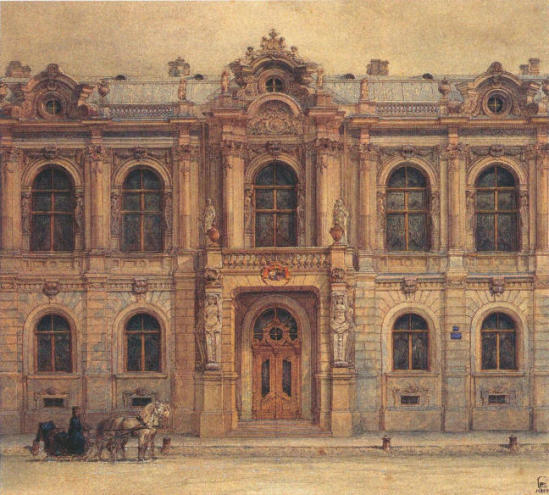
Wassili Sadownikow anno 1866:
Das Liteiny-Haus in der Petersburger Innenstadt

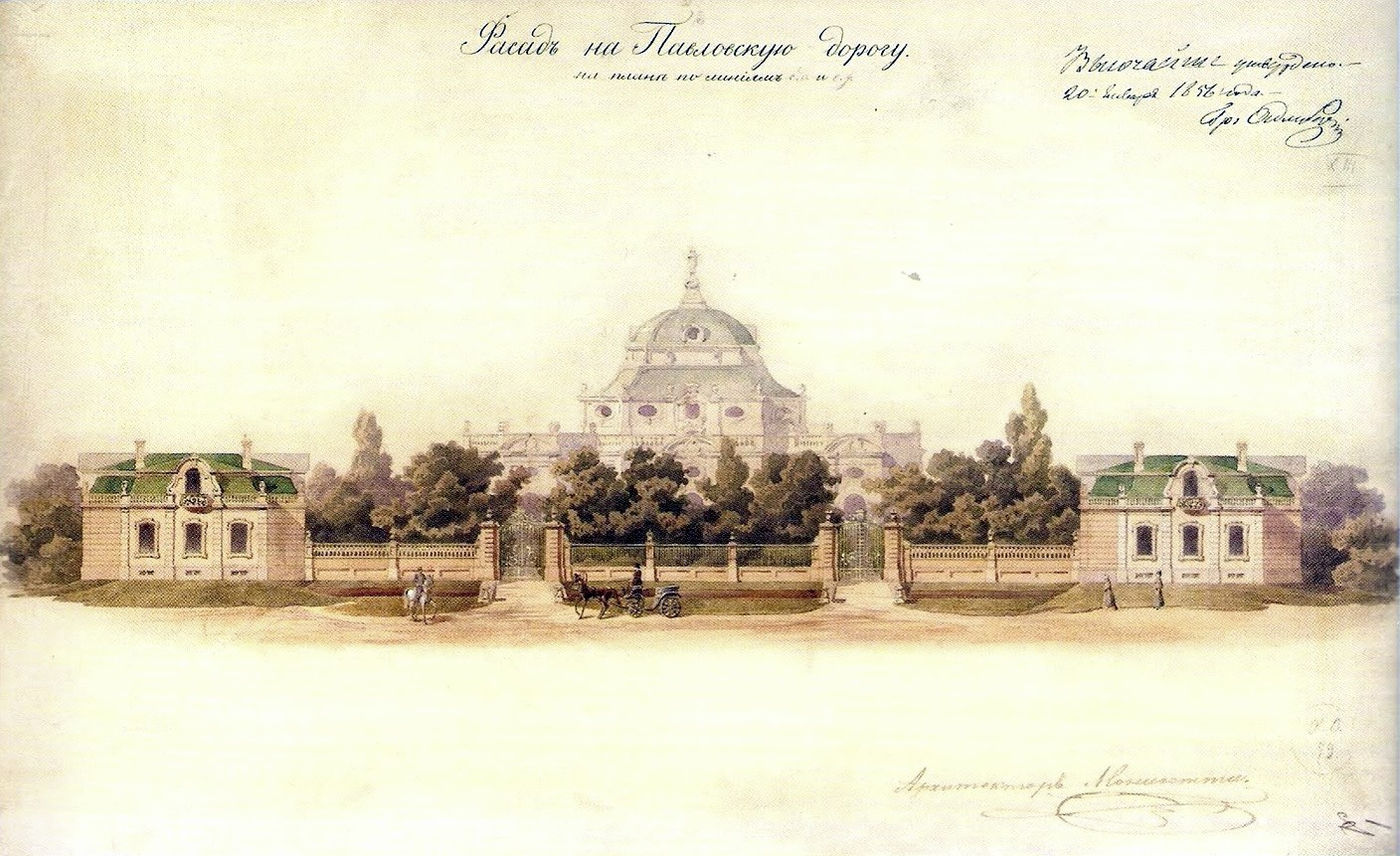
Ippolito Monighetti anno 1856:
Die Villa der Fürstin Jussupowa in Zarskoje Selo

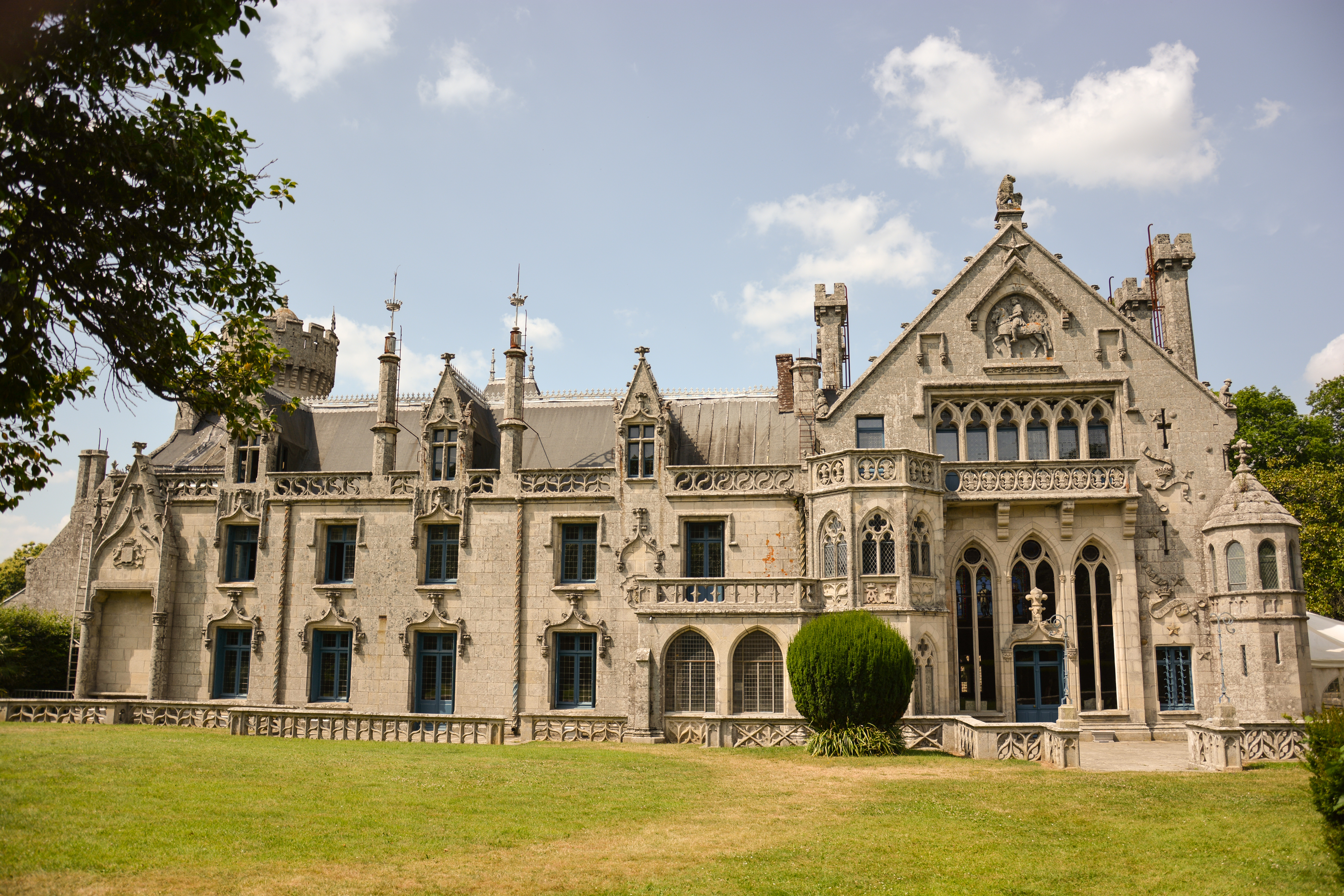
Château de Kériolet

Fürstin Sinaida Iwanowna Jussupowa, geborene Naryschkina (russisch Зинаида Ивановна Юсупова, wiss. Transliteration Zinaida Ivanovna Jusupova; * 2. November 1809 in Moskau; † 16. Oktober 1893 in Paris), war eine russische Hofdame aus dem Adelsgeschlecht der Naryschkins.
Sinaida Jussupowas architektonischer Eifer ist an mindestens drei Sankt Petersburger Bauten nicht spurlos vorübergegangen. Die Neobarock-Liebhaberin beteiligte sich an der Gestaltung des Interieurs des Moika-Palastes und kümmerte sich um die Erbauung ihres Petersburger Palais – des  Liteiny dom südöstlich der gleichnamigen Newabrücke sowie ihrer Villa in Zarskoje Selo.

## Leben
Die am 2. November 1809 geborene Sinaida, Tochter des Kammerherrn Iwan Dmitrijewitsch Naryschkin (1776–1848) und seiner Gattin Warwara Nikolajewna Ladomirskaja (1785–1840), wurde am 13. November getauft. Sinaida und ihr Bruder Dmitri (1812–1866) wurden von Hauslehrern sorgfältig erzogen. Sinaida interessierte sich für Kunst.
Die Hofdame Sinaida und ihr künftiger Gatte Fürst Boris Nikolajewitsch Jussupow (1794–1849) lernten sich 1826 während der Krönungsfeierlichkeiten Nikolaus I. in Moskau kennen. Der 32-jährige Fürst war bereits sechs Jahre verwitwet. Die 16-Jährige galt als Schönheit. Die Eltern Sinaidas lehnten zwar Fürst Boris trotz seines Reichtums und seiner Titel zunächst als Schwiegersohn ab, doch seine Hartnäckigkeit wurde belohnt. Am 11. November 1826 fand die Verlobung statt. Das Paar heiratete am 19. Januar 1827 in Moskau. Die junge Frau fand das Eheleben in Petersburg langweilig. Am 12. Oktober 1827 wurde in Petersburg der Sohn Nikolai geboren. Bald darauf wurde eine Tochter tot geboren. Das Ehepaar verstand sich fortan nicht mehr. Fürst Boris nahm sich Mätressen.
Um 1829 wirkten Sinaidas Schönheit und sprühender Geist anziehend auf Nikolaus I. 1830 begann sie eine Affäre mit dem fast gleichaltrigen Gardekavalleristen Nikolai Andrejewitsch Scherwe. Während kriegerischer Auseinandersetzungen in Tschetschenien wurde der Offizier verwundet und starb im Sommer 1841. Fürst Felix Jussupow bringt in seinen Erinnerungen das „lustige Leben“ seiner Urgroßmutter zur Sprache.
Nach dem Tode ihres Mannes ging Sinaida nach Frankreich. 1850 lernte sie dort den zwanzig Jahre jüngeren Militär Louis Charles Honoré de Chauveau kennen. Die Hochzeit fand am 7. Mai 1861 im oben erwähnten Petersburger Palais Liteiny dom statt. Die Flitterwochen verlebte das Paar in der Schweiz. Bei Hofe in Petersburg erregte die Verbindung Anstoß. Sinaida löste das Problem mit Geld; kaufte für ihren zweiten Ehemann die Titel Comte und Marquis de Serres. Das Paar erwarb 1862 Schloss Kériolet in der bretonischen Gemeinde Concarneau und baute es zu seinem prunkvollen Wohnsitz aus. Nach dem Tode ihres zweiten Mannes schenkte Sinaida das Anwesen 1891 der Gemeinde und ging nach Paris. 1893 wollte Sinaida – von Paris aus – die alte Heimat aufsuchen, starb aber zuvor. Entsprechend Testament wurden Sinaidas sterbliche Überreste nach Sankt Petersburg überführt und auf dem Friedhof der Sergius-von-Radonesch-Kirche im Kloster des Heiligen Sergius beigesetzt.

## Anmerkungen

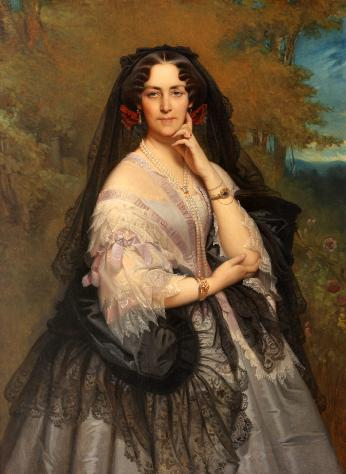
Franz Xaver Winterhalter anno 1858:
Sinaida Jussupow

## Auszeichnungen
- Theresienorden